# Meeseeks and Destroy
"M. Night Shaym-Aliens!" er den femte episode i den første sæson af Rick and Morty. Den havde premiere på Adult Swim d. 20. januar 2014. Den er instrueret af  Bryan Newton og skrevet af Ryan Ridley.
I afsnittet giver Rick Sanchez en løsning til deres problemer i form af en kasse der kan fremkalde en Mr. Meeseeks, for at give ham tid til at tage på eventyr med Morty. Episoden blev godt modtaget og blev set af omkring 1,6 mio. seere, da den blev sendt. Episodens titel er en reference til Metallicas sang "Seek & Destroy".